# Tramecourt
Tramecourt (Aussprache [tʁamˈkuʁ]) ist eine französische Gemeinde mit 55 Einwohnern (Stand: 1. Januar 2022) im Département Pas-de-Calais in der Region Hauts-de-France. Sie gehört zum Arrondissement Montreuil und ist Mitglied im Gemeindeverband Communauté de communes des 7 Vallées. Die Einwohner werden Tramecuriens und Tramecuriennes genannt.
Nachbargemeinden sind Ruisseauville im Nordwesten, Canlers im Norden, Verchin im Nordosten, Ambricourt im Osten, Maisoncelle im Süden und Azincourt im Westen.

## Bevölkerungsentwicklung
| Jahr      | 1962 | 1968 | 1975 | 1982 | 1990 | 1999 | 2008 | 2014 |
| --------- | ---- | ---- | ---- | ---- | ---- | ---- | ---- | ---- |
| Einwohner | 127  | 113  | 99   | 76   | 67   | 66   | 54   | 60   |